# 障害
障害（しょうがい）とは、物事の達成や進行の妨げとなること、または妨げとなる原因のことである。障礙（しょうげ、略字で障碍）は、仏教用語として煩悩障など心を覆い隠し悟りを妨げている要素を指して用いられたことから、邪魔するなどといった意味で使われ、明治時代にはしょうがいと読まれるようになった。その後、日本では妨げというような意味では、それらの表記は区別されず用いられた。
1940年代の当用漢字表や、障害の表記が採用されると、障碍の語はあまり用いられなくなった。身体機能の障害に対して、法令などで障害の語が当てられるようになった。近年、障害者の表記を巡って議論がある。
なんらかの障害によって発生するダメージやトラブル、問題が生じたという意味。また、支障をきたしている状態も指す。医学的には、生理的な機能障害のimpairmentと、その結果ものごとを遂行するための能力障害disabilityが日本語では区別されていない。社会福祉のモデルとしては、社会的な制約を取り払うためにdisabilityに焦点を当てた政策が考えられる。

## 表記・用法
「障害」あるいは「障碍」は共に、同じ「さわり・妨げ」という意味がある。現在のような「身体の器官や能力が機能していないこと」という特定の意味ができたのは後年である。
「障碍」と「障害」を、いずれも「しょうがい」と発音するのは日本に特有である。中国語では前者は「チャンアイ」（zhàng'aì）、後者は「チャンハイ」（zhànghài）と、また朝鮮語ではそれぞれ「チャンエ」（장애; jang'ae）、「チャンヘ」（장해; janghae）と、発音上も区別する。
「障がい」と表記されることもある。
なお、「碍」は「礙」の略字であるが、煩雑を避けるため、以下「碍」で統一する。

## 用語の歴史
障碍あるいは障礙は、仏教用語から転じた邪魔すること、さわりといった意味で用いられ、平安末期以降、明治時代まで「しょうげ」と読まれた。明治時代には、次第に漢音で「しょうがい」と読むことが増え、大正時代には「障害」の方が一般的となった。
仏教用語で、障碍とは、煩悩障と所知障の2つであり、心を覆い隠し悟りを妨げている2つの要素を意味する。
障害は、江戸末期には使用された例がある。その後、当用漢字表や、国語審議会による法令用語改正例によって障害を採用し、障碍の表記は廃れていった。

### 当用漢字（常用漢字）
日本では、1945年内閣告示の当用漢字表と、1956年の国語審議会報告「同音の漢字による書きかえ」によって「障碍」の表記が公的に否定され、「障害」に一本化された。
但し、1981年内閣告示の常用漢字表により旧当用漢字表における強制性が弱められたことに伴い、「障碍」が用いられる場合がある。兵庫県宝塚市は2019年4月から公文書などでの表記を「障碍」に変更した。
2010年の常用漢字表改定の際に「碍」の字を常用漢字に追加することが検討されたが見送りとなった。2021年、東京パラリンピック開催を前に文化庁で同じく追加を検討していたが見送りの方針となった。

## 障害の現在の用法
障害物など、明治時代から多用された語である。
- 馬術の障害飛越競技（Show jumping） - コース内に「障害」を配置

東京都馬術連盟は現在も「障碍」を使用している。
- 競馬の障害競走（Steeplechase） - コース内に生垣・土塁・水濠などを配置

中央競馬では1969年まで「障碍」表記を公式に使用していた。
- 陸上競技の障害走（Hurdling） - コース内にハードルを配置
- 運動会などの障害物競走（Obstacle course）
- 特別支援教育分野において、障害のある子どもにとっての学習阻害要因は、障害そのものを含め、「ノイズ」と呼称する事がある。
- 障害者は、以降にも説明するように現行では「障害者」と表記されることが多いが、「障がい者」と表記することもある。

## 技術分野での障害
技術用語としての障害（fault、フォールト）とは、「要求された機能を遂行する機能単位の能力の縮退又は喪失を引き起こす異常な状態」である。 JISの定義では、「故障は、イベントであり、状態であるフォールトと区別される」としている。 よって、障害や不具合は、フォールト(fault)の同義語と考えられるが、専門家の間にでは、故障(failure)と、フォールト(fault)や障害・不具合は区別して使われていないことが多い。
システムの構成要素であるハードウェアの故障、ソフトウェアのバグやその他の機能不全が原因となって、システムが本来の機能をユーザに対して提供できない状態を言う。構成要素が故障しても、多重化などによってシステム全体が機能を提供し続けることができれば、システム全体としての障害は発生しない。（フォールトトレラント）

## 医学用語
機能的に問題が生じている状態。
- 機能不全（dysfunction）は障害とも訳される。
- 嚥下障害（Dysphagia）
- 記憶障害（Memory impairment）とは、記憶に問題が生じている状態である。

### 精神医学における精神疾患
世界保健機関 (WHO) による『疾病及び関連保健問題の国際統計分類』第10版（ICD-10）においては、「mental disorder」について「精神障害」とされていた。この「disorder」は国際障害分類において「変調」を意味する。2018年に日本精神神経学会から「disorder」の訳語を「障害」ではなく「症」に変更する提案があり。2024年にはICD-11における訳語が確定し、「disorder」については原則として「症」と訳されることとなった。

### 身体などの機能障害
国際障害分類におけるimpairmentは生理的な機能障害を意味し、disabilityは機能障害の結果、ものごとを遂行するための能力障害を意味する。
例えば、「足が動かない」という身体的事実を機能障害（impairment）と呼び、その結果として生じる「歩けない」という状態を能力障害（disability）と呼ぶ。そして、歩けないために生じる「学校に通えない」「仕事に就けない」といった不都合な状況を社会的不利（handicap）と呼ぶ。
イギリスやアメリカの社会モデルは、このうちimpairmentではなくdisabilityに焦点を当てて、社会への参加制約を取り払うことを優先し、特にイギリスでは障害者の無力化は社会制度によって起こされているとして、disablementといった用語も用いられる。

### 日本において
1950年に施行された「身体障害者福祉法」において、障害者および障害の語が用いられたことから、それまで用いられていた「不具者」「癈疾者」といった語に代わって、「障害者」という新しい単語と、「障害」という語の新たな用法が一般に定着した。また、その後、「知的障害（者）」、「精神障害（者）」の分野においてもこれらの語が使われるようになった。
マスメディアにおいては、「不具、廃疾（者）」は「かたわ」と共に差別語として「身体障害（者）、体の不自由な人」などと言い換える、としている。個人については「脊髄腫瘍による下半身麻痺のため車いす生活」（国枝慎吾の例）のように不自由な部位、機能を具体的に記述する。
近年はこれらの語に関して、人権を尊重して、差別用語化してきたとされる「害」の字を避け「障がい者」「障がい」と書くべきとする動きが、当事者およびその周辺から広まってきている。とくに、東京都多摩市が2000年に交ぜ書きの「障がい者」「障がい」を採用して以降は地方自治体を中心に交ぜ書きが広まりつつある。しかしこれらに対して、本質的な差別の解消や待遇の改善に何らつながるものではないとして、当事者サイドの一部を含め、批判する向きもある。また、「障碍者」「障碍」を使うべきとして、佐賀県知事・古川康らによる交ぜ書きそのものが好ましくないとする批判もある。
2010年6月7日に文化審議会国語分科会より文部科学大臣に答申された改定常用漢字表では、2009年3月と11月の2回にわたり実施されたパブリックコメントで「碍」の追加を要望する意見が多数にのぼったが、審議の結果「碍」の追加を拒否する方針が決定された。但し、2009年12月に設置された内閣府の障がい者制度改革推進本部で公文書における「障害」の表記見直しについて議論されている為、同本部に設置されている障がい者制度改革推進会議より文化審議会に対して特に「碍」の追加を求められた場合は、11月に予定されている内閣告示の前に改めて議論するものとされている。

### 医学的障害の種類
- 身体障害
  - 視覚障害
  - 聴覚障害
  - 言語障害
  - 運動障害
  - 内部障害
- 知的障害
  - 発達障害
- 精神障害
  - 発達障害

なお、障害学上の障害については障害学を参照。